# Coline Clauzure
Coline Clauzure (* 24. September 1998) ist eine französische Mountainbikerin, die im Cross-Country aktiv ist. Ihre wichtigsten Erfolge erzielte sie im Cross-Country Eliminator.

## Sportlicher Werdegang
Mit dem Radsport begann Clauzure im Alter von fünf Jahren, ihre Großeltern sind die Vorsitzenden des heimatlichen Radsportvereins. Im Mountainbikesport war sie zunächst im olympischen Cross Country aktiv. Zum Cross-Country Eliminator (XCE) kam sie durch ein Praktikum bei der französischen Nationalmannschaft, bei dem eine XCE-Simulation durchgeführt wurde und die Trainer ihr Potential erkannten. Ihr erstes Rennen im Eliminator absolvierte sie 2015 beim Coupe de France de VTT.
Nachdem durch die Union Cycliste Internationale der Mountainbike-Eliminator-Weltcup 2017 ins Leben gerufen wurde, gewann sie gleich im ersten Jahr in Apeldorn das erste Weltcup-Rennen ihrer Karriere. In der Weltcup-Gesamtwertung erzielte sie 2017 und 2020 jeweils als Dritte ihre beste Platzierung. Ihren bisher wichtigsten Erfolg erzielte sie im Jahr 2018 mit dem Gewinn der Weltmeisterschaften im Eliminator. Nach fünf Jahren Unterbrechung gewann sie in der Saison 2022 in Winterberg das zweite Weltcup-Rennen ihrer Karriere. Auch bei den Weltmeisterschaften stand sie als Zweite erneut auf dem Podium.

## Erfolge
2017
- ein Weltcup-Erfolg – Eliminator XCE

2018
- Weltmeisterin – Eliminator XCE
- Europameisterschaften – Eliminator XCE
- Französische Meisterin – Eliminator XCE

2019
- Weltmeisterschaften – Eliminator XCE
- Europameisterschaften – Eliminator XCE

2022
- Weltmeisterschaften – Eliminator XCE
- Französische Meisterin – Eliminator XCE
- ein Weltcup-Erfolg – Eliminator XCE